# Lorenzo Onofrio Colonna (principe 1637)
Lorenzo Onofrio Colonna (Palermo, 19 aprile 1637 – Roma, 15 aprile 1689) è stato un nobile italiano, 8º principe e duca di Paliano, 9º duca di Tagliacozzo e viceré d'Aragona e di Napoli.

## Biografia
Lorenzo Onofrio Colonna nacque a Palermo il 19 aprile 1637. Figlio di Marcantonio V Colonna, morto nel 1655, ereditò il titolo dallo zio, il cardinale Girolamo Colonna, cui successe nel 1666. Sposò a Parigi il 15 aprile 1661 Maria Mancini, figlia di Michele Lorenzo Mancini e Girolama Mazzarino, quest'ultima sorella del cardinale Giulio Mazzarino. Ebbero tre figli, Filippo, Marcantonio e Carlo, divenuto cardinale.
Lorenzo Onofrio fu viceré d'Aragona nel 1678, reggente di Napoli nel 1689, gran connestabile del Regno di Napoli, principe di Castiglione, 8º principe e duca di Paliano, 7º duca di Tagliacozzo, 5º duca di Marino, I duca di Miraglia, marchese di Cave e Giuliana, conte di Ceccano, barone di Santa Caterina, signore di Anticoli, Castro, Genazzano, Ripi, Rocca di Cave, Rocca di Papa ed altri feudi e cavaliere dell'Ordine dello Speron d'oro. Morì a Roma il 15 aprile 1689.

## Discendenza
Il 15 aprile 1661 sposò a Parigi Maria Mancini, figlia di Michele Lorenzo. Non fu un matrimonio felice, tant'è che Maria, ossessionata dal dubbio che il marito la volesse uccidere, fuggì da Roma. La coppia ebbe i seguenti figli:
- Filippo (7 aprile 1663 – 6 novembre 1714), il quale sposò in prime nozze il 20 aprile 1681 Lorenza de La Cerda de Aragón y Cardona, figlia del duca di Medinaceli, e, morta questa nel 1697, in seconde nozze con Olimpia Pamphili, figlia di Giovanni Battista, principe di Belvedere e Carpineto;
- Marcantonio (15 aprile 1664 – 15 novembre 1715), il quale sposò a Bologna il 1º gennaio 1694 Diana Paleotti (1672 – 10 febbraio 1765), figlia di Andrea Paleotti, marchese di Morano e Cristina Dudley Paleotti (figlia di Maria Maddalena Gouffier e Carl Dudley, uno dei figli di Robert Dudley, conte di Warwick); la coppia ebbe due figlie:
  - Anna (1697 – prima del 1762), sposò il 28 agosto 1719[2] Raniero Aldrovandi Marescotti (1694 – 1760);
  - Eleonora (18 novembre 1700 – 27 luglio 1763)[3], sposò l'8 luglio 1720 Sicinio Pepoli (1684 – 1750).
- Carlo (17 novembre 1665 – 8 luglio 1739), cardinale.

## Ascendenza
|                         |               |                         | Genitori                      |  |  | Nonni |  |  | Bisnonni                |  |  | Trisnonni        |  |
|                         |               |                         |                               |  |  |       |  |  | Marcantonio III Colonna |  |  | Fabrizio Colonna |  |
|                         |               |                         |                               |  |  |       |  |  | Marcantonio III Colonna |  |  | Fabrizio Colonna |  |
|                         |               | Anna Borromeo           |                               |  |  |       |  |  | Marcantonio III Colonna |  |  |                  |  |
| Filippo I Colonna       |               |                         |                               |  |  |       |  |  | Marcantonio III Colonna |  |  |                  |  |
|                         |               | Felice Orsina Damasceni | Fabio Damasceni               |  |  |       |  |  |                         |  |  |                  |  |
|                         |               | Felice Orsina Damasceni | Fabio Damasceni               |  |  |       |  |  |                         |  |  |                  |  |
|                         |               | Felice Orsina Damasceni | Maria Felice Mignucci Peretti |  |  |       |  |  |                         |  |  |                  |  |
| Marcantonio V Colonna   |               | Felice Orsina Damasceni |                               |  |  |       |  |  |                         |  |  |                  |  |
|                         |               | Girolamo Tomacelli      | Silvestro Tomacelli           |  |  |       |  |  |                         |  |  |                  |  |
|                         |               | Girolamo Tomacelli      | Silvestro Tomacelli           |  |  |       |  |  |                         |  |  |                  |  |
|                         |               | Girolamo Tomacelli      | Barbara Brisac                |  |  |       |  |  |                         |  |  |                  |  |
| Lucrezia Tomacelli      |               | Girolamo Tomacelli      |                               |  |  |       |  |  |                         |  |  |                  |  |
|                         |               | Ippolita Ruffo          | Paolo Ruffo                   |  |  |       |  |  |                         |  |  |                  |  |
|                         |               | Ippolita Ruffo          | Paolo Ruffo                   |  |  |       |  |  |                         |  |  |                  |  |
|                         |               | Ippolita Ruffo          | Diana Carafa                  |  |  |       |  |  |                         |  |  |                  |  |
| Lorenzo Onofrio Colonna |               | Ippolita Ruffo          |                               |  |  |       |  |  |                         |  |  |                  |  |
|                         | Tomaso Gioeni | Lorenzo Gioeni          |                               |  |  |       |  |  |                         |  |  |                  |  |
|                         | Tomaso Gioeni | Lorenzo Gioeni          |                               |  |  |       |  |  |                         |  |  |                  |  |
|                         | Tomaso Gioeni | Caterina Cardona        |                               |  |  |       |  |  |                         |  |  |                  |  |
| Lorenzo Gioeni          | Tomaso Gioeni |                         |                               |  |  |       |  |  |                         |  |  |                  |  |
|                         |               | Susanna Beccadelli      | Giberto Beccadelli            |  |  |       |  |  |                         |  |  |                  |  |
|                         |               | Susanna Beccadelli      | Giberto Beccadelli            |  |  |       |  |  |                         |  |  |                  |  |
|                         |               | Susanna Beccadelli      | ?                             |  |  |       |  |  |                         |  |  |                  |  |
| Isabella Gioeni         |               | Susanna Beccadelli      |                               |  |  |       |  |  |                         |  |  |                  |  |
|                         |               | Francesco Avarna        | ?                             |  |  |       |  |  |                         |  |  |                  |  |
|                         |               | Francesco Avarna        | ?                             |  |  |       |  |  |                         |  |  |                  |  |
|                         |               | Francesco Avarna        | ?                             |  |  |       |  |  |                         |  |  |                  |  |
| Antonia Avarna          |               | Francesco Avarna        |                               |  |  |       |  |  |                         |  |  |                  |  |
|                         |               | ? Sacanno               | ?                             |  |  |       |  |  |                         |  |  |                  |  |
|                         |               | ? Sacanno               | ?                             |  |  |       |  |  |                         |  |  |                  |  |
|                         |               | ? Sacanno               | ?                             |  |  |       |  |  |                         |  |  |                  |  |
|                         |               | ? Sacanno               |                               |  |  |       |  |  |                         |  |  |                  |  |